# 渥美かをる
渥美 かをる（あつみ かおる、1911年（明治44年）7月20日 - 1977年（昭和52年）12月10日）は、愛知県出身の国文学者。『平家物語』の研究で知られる。
夫は名古屋市で区長や教育長を務めた渥美善三、娘に実業家・著述家の渥美育子がいる。

## 略年譜
- 1939年（昭和14年） 東北帝国大学文学部国文学科卒業
- 1948年（昭和23年） 愛知県立女子専門学校教授

以後、愛知県立女子短期大学教授、愛知県立女子大学教授、愛知県立大学教授を歴任
- 1962年（昭和37年）「平家物語の基礎的研究」で東北大学より文学博士を学位を取得
- 1963年（昭和38年） 中日文化賞
- 1977年（昭和52年） 死去（満66歳）、瑞宝章を没後受勲

## 著書
- 『平家物語の基礎的研究』　三省堂、1962年
- 『軍記物語と説話』　笠間書院、1979年
- 平家正節刊行会 編『平家正節』　大学堂書店、1974年
- 奥村三雄 共編著『平家正節の研究』　大学堂書店、1980年
- 奥村家蔵 共編著『当道座・平家琵琶資料』　大学堂書店、1984年

## 校注
- 高木市之助・小沢正夫・金田一春彦 共校注『日本古典文学大系　平家物語』　岩波書店、1959年
- 古典資料類従『源平盛衰記 慶長古活字版』全6巻 　勉誠社、1977–78年
- 古典資料類従『平家物語 波多野流節付語り本』全6巻 　勉誠社、1977–78年
- 横井也有 著『平語』　角川書店、1977年